# ソロレート婚
ソロレート婚（ソロレートこん）またはソロラト婚（ソロラトこん）は、世界中で広くみられる二次婚のひとつ。妻が死んだ後、夫が妻の姉妹と結婚する慣習。
夫が死んだ後に妻が夫の兄弟と結婚する慣習は、レビラト婚という。

## 概要
ソロレート婚の目的は、結婚によって培われた家族の資産が崩壊するのを防ぐことにある。日本では順縁婚（じゅんえんこん）ともいう。なお、ソロレート婚とレビラト婚（逆縁婚）を総称して日本ではもらい婚ともいう。
中世ヨーロッパではレビラト婚とともに教会法で禁じられていたものの、王侯の間で行われた例はある。また、正式な婚姻は交わしていなかったが、婚約していた相手が急死したため、その姉妹と婚約し、結婚したという事例もある。例えば、ナポリ王フェルディナンド4世は、当初オーストリア大公女マリア・ヨーゼファと婚約していたが、マリア・ヨーゼファが急死したため、その妹マリア・カロリーナと結婚した。
日本では、武家に嫌われていた逆縁婚よりは寛容に扱われ、明治初年に地方自治体で要許可制にしたところもあったとされるが、基本的に申請を行えば大部分は許可されていたという。
中国では、特に春秋戦国時代、王女・公女は他国の君主に嫁ぐ際に、その妹も側室（媵妾）として共に嫁いだ。元の正室が早世した場合、媵妾は正室に昇格した。後世に皇室でもよく見られ、皇后の早世後に、元后の妹が新しい皇后として入内した（または側室から昇格した）。その目的は、后の一族が地位を保ち続けることにあった。なお、逆縁婚は嫌われた。

## 歴史上の人物による例
以下の例がみられる。

### 中国
姉妹が同時に嫁いだ例を含む。
- 前漢の景帝劉啓 - 皇后王娡、夫人王児姁
- 前漢の成帝劉驁 - 皇后趙飛燕、昭儀趙合徳
- 後漢の章帝劉炟
  - 章徳皇后、竇貴人
  - 大梁貴人、小梁貴人（恭懐皇后）
  - 大宋貴人（敬隠皇后）、小宋貴人
- 後漢の献帝劉協 - 貴人曹憲、皇后曹節、貴人曹華
- 蜀漢の後主劉禅 - 敬哀皇后（元配皇后）、張皇后（継皇后）
- 前趙の昭武帝劉聡
  - 皇后張徽光、貴人張麗光
  - 貴嬪劉英、皇后劉娥
  - 貴人劉氏4人（とも劉殷の孫娘）
  - 上皇后靳月光、右皇后靳月華
- 後燕の成武帝慕容垂 - 即位前の正室段氏（成昭皇后、段夫人）
- 後燕の昭文帝慕容熙 - 皇后苻訓英、昭儀苻娀娥
- 北魏の孝文帝元宏 - 馮昭儀、孝文廃皇后、孝文幽皇后
- 後周の世宗柴栄 - 宣懿皇后（大符皇后）、宣慈皇后（小符皇后） ※柴栄の正妻としては2番目と3番目、皇后としては追贈を除いて1番目と2番目となる。
- 南唐の後主李煜 - 大周后（元配皇后）、小周后（継皇后）
- 蘇軾 - 王弗、王閏之
- 清のホンタイジ - 孝荘文皇后、敏恵恭和元妃
- 清の康熙帝
  - 孝誠仁皇后、平妃
  - 孝昭仁皇后、温僖貴妃
  - 孝懿仁皇后、愨恵皇貴妃
- 清の光緒帝 - 瑾妃、珍妃
- 金山（俳優） - 3番目の妻孫維世の死後、その妹の孫新世と再婚した。

### 日本
- 藤原師輔 - 妻勤子内親王、雅子内親王、康子内親王がともに醍醐天皇の皇女（他に何人か妻がいる）
- 蓮如 - 最初の妻如了、2番目の妻蓮祐とも伊勢貞房の娘
- 島津忠義（薩摩藩主・公爵） - 先妻暐子、後妻寧子とも先代藩主（養父）島津斉彬の娘
- 浅野綱晟（広島藩主） - 正室逸姫、継室八代姫とも九条道房の娘
- 池田長吉（鳥取藩主）　- 正室、継室とも伊木忠次の娘
- 織田信武（宇陀松山藩主） - 正室智姫、継室清姫とも尾張藩主徳川光友の娘
- 織田信学（天童藩主） - 正室、継室とも相馬益胤の娘
- 津軽信順（弘前藩主） - 継室鋭姫、継々室欽姫とも徳川斉匡の娘
- 溝口直諒（新発田藩主） - 正室（歌姫）、継室とも広島藩主浅野斉賢の娘
- 板倉勝興（庭瀬藩主） - 正室、継室とも高取藩主植村家敬の娘
- 松平直静（糸魚川藩主） - 正室釣、継室安屋とも先々代藩主松平直春の娘
- 松平直泰（明石藩主） - 正室利恵姫、継室喜姫とも二本松藩主丹羽高庸の娘
- 松平勝善（伊予松山藩主） - 正室鏈、継室猶とも庄内藩主酒井忠器の娘
- 松平輝綱（川越藩主） - 正室、継室とも関宿藩主板倉重宗の娘
- 松平輝高（高崎藩主） - 正室兼、継室幸とも大名松平信祝の娘
- 渡辺登綱（伯太藩主） - 正室、継室とも今治藩主松平定陳の娘
- 黒田長清（直方藩主） - 正室、継室とも中津藩主小笠原長勝の娘
- 稲葉信通（臼杵藩主） - 正室光浄院、継室天量院とも小幡藩主織田信良の娘
- 堀親忠（信濃飯田藩主） - 正室、継室とも弘前藩主津軽信寧の娘
- 吉良義冬（旗本） - 正室・継室とも酒井忠吉の娘
- 畠山義宣（高家旗本） - 米沢藩主上杉治広の四女祇子、五女増子（以後も何人もの妻を迎えている）
- 戸川安聡（旗本） - 正室、継室とも大名松平忠周の娘
- 佐竹義命（久保田藩重臣） - 正室、継室とも佐竹義秀の娘
- 佐竹義祚（久保田藩重臣） - 正室倉子、継室銀子とも岩城隆喜の娘
- 種子島久基（薩摩藩士） - 正室千代松、継室袈裟千代とも藩主島津光久の娘
- 楫取素彦（長州藩士・男爵） - 最初の妻寿（吉田松陰の妹）の死後にその妹美和子（久坂玄瑞未亡人）と再婚した。
- 11代千宗室（茶人・裏千家家元） - 10代千宗室（認得斎）長女の萬地と結婚して婿養子となり、萬地の死後に次女の照と再婚した。
- 箕作秋坪（蘭学者・漢学者） - 箕作阮甫の三女つねと結婚して婿養子となり、つねの死後に阮甫の四女しん（箕作省吾未亡人）と再婚した。
- 大山綱昌（官僚、貴族院議員） - 最初の妻栄の死後にその妹徳と再婚した（それぞれ建築家山下啓次郎の姉と妹）。
- 大沼保吉（政治家・造り酒屋） - 最初の妻ウンと結婚して大沼家の婿養子となり、ウンの死後にその妹セイと再婚した。
- 大沼貞蔵（医師） -  大沼保吉の長女センと結婚して婿養子となり、センの死後に保吉の次女クラと再婚した。
- 戸田氏秀（伯爵戸田氏共養嗣子） - 先妻米子は氏共の次女、後妻富子は氏共の五女。
- 近衛篤麿（公爵） - 先妻衍、後妻貞とも前田慶寧の娘。
- 島津忠義（公爵） - 正室島津暐子、継室島津寧子ともに先代薩摩藩主島津斉彬の娘。
- 島津久範（伯爵） - 島津忠麿の長女随子と結婚して婿養子となり、随子の死後に忠麿の三女秀子と再婚した。

### 朝鮮
- 高麗の忠粛王 - 金童、慶華公主（一説による、共に元から降嫁されたモンゴル人）。

### 南アジア・西アジア
- 浄飯王 - 妃の摩耶夫人が釈迦を産んで間もなく死去した後、その妹の摩訶波闍波提を妃とした。摩訶波闍波提は釈迦を育て、浄飯王の死後に出家して釈迦のもとで比丘尼となった。
- 第3代正統カリフ・ウスマーン - イスラーム入信に際してそれまでの妻2人と離婚し、ムハンマドの娘ルカイヤと結婚した。ルカイヤの死後、その妹ウンム・クルスームと再婚した。
- エリエゼル・ベン・イェフダー - 制度的に行ったわけではないが、妻デボラの死後、デボラの妹ヘムダと再婚した。

### ヨーロッパ
- ポルトガル王マヌエル1世 - 王妃イザベル、マリア（3番目の王妃レオノールはイザベルとマリアの姪である）
- パルマ公ラヌッチョ2世・ファルネーゼ - 公妃イザベッラ、マリア
- ポーランド王ジグムント2世 - 王太子時代の妃エリーザベト、最後の王妃カタリーナ（2人の間に別の妃が1人いる）
- ポーランド王（兼スウェーデン王）ジグムント3世 - 王妃アンナ、コンスタンツェ
- メクレンブルク＝シュトレーリッツ大公カール2世 - 世子時代の妃フリーデリケ、シャルロッテ
- スペイン王子・モリナ伯カルロス - ポルトガル王女マリア・フランシスカ（姪）の死後、その姉マリア・テレザ（スペインおよびポルトガル王子ペドロ・カルロスの未亡人）と再婚した。
- パウル・メンデルスゾーン（ドイツの化学者、作曲家フェリックス・メンデルスゾーンの息子） - 最初の妻エリーザベトの死後、その妹エノーレと再婚した。なお、この2度の結婚はまたいとこ婚でもあった。
- ジョン・コリア（イギリスの画家） - トマス・ハクスリーの娘マリアンと結婚し、死別後にその妹エセルと再婚した。亡妻の姉妹との結婚はイギリスでは1907年まで認められておらず、2度目の結婚式はノルウェーで挙げた。
- チャールズ・オースティン （イギリスの軍人、ジェイン・オースティンの弟） - 最初の妻フランシスの死後、その姉ハリエットと再婚した。